# VersaEmerge
VersaEmerge – muzyczny zespół amerykański, gra rock alternatywny. VersaEmerge został założony przez Anthony'ego Martone'a (byłego perkusistę) i Blake'a Harnage'a (gitarzystę i wokalistę). Pierwszą płytę „Cities built on sand” wydali w 2007 roku. Po opuszczeniu zespołu przez Spencera Pearsona wokalistką została Sierra Kusterbeck. W roku 2011 Devin Ingelido opuścił zespół.

## Skład zespołu
- Sierra Kusterbeck – wokal
- Blake Harnage – gitara, wokal

## Dyskografia

### Albumy Studyjne
- Fixed at Zero (2010)

### EP
- Cities Built On Sand (2007)
- Perceptions (2008)
- VersaEmerge (2009)
- Live Acoustic (2011)
- Another Atmosphere Preview (2012)
- Neon (2014)